# Morocco Tennis Tour Casablanca
El Morocco Tennis Tour Casablanca és un torneig sobre terra batuda que es manté a Casablanca i dotat de 75 000 $.
És un dels torneigs del Morocco Tennis Tour amb el MTT Fès, el MTT Rabat i el MTT Marrakech.